# Carlos Elejabeitia
Carlos Elejabeitia Von Spacek-Streer, (nacido el 4 de marzo de 1965 en Santa Cruz de Tenerife, Islas Canarias) es un exjugador de baloncesto español. Con 1.95 de estatura, su puesto natural en la cancha era el de escolta.

## Trayectoria
- Náutico Tenerife (1983-1985)
- Maristas Málaga (1985-1991)
- Valencia Basket (1991-1992)
- CB Conservas Daroca (1992-1993)
- Tizona Burgos (1993-1994)
- Vekaventanas Burgos (1994-1995)
- BC Harlekin Augsburg (1996-1997)
- Fobo Paderborn (1997-1998)